# Masters de Roma 1986
El Abierto de Italia 1986 fue la edición del 1986 del torneo de tenis Masters de Roma. El torneo masculino fue un evento del circuito ATP 1986.  El torneo femenino fue un evento de la Tier I 1986. Se celebró desde el 12 de mayo hasta el 18 de mayo.

## Campeones

### Individuales Masculino
Ivan Lendl vence a  Emilio Sánchez, 7–5, 4–6, 6–1, 6–1

### Individuales Femenino
Nathalie Herreman vence a  Csilla Bartos-Cserepy, 6-2,6-4

### Dobles Masculino
Guy Forget /  Yannick Noah vencen a  Mark Edmondson /  Sherwood Stewart, 7–6, 6–2

### Dobles Femenino
Carin Bakkum /  Nicole Muns vencen a  Csilla Bartos-Cserepy /  Amy Holton, 6-4,6-4